# Żandarm i policjantki
Żandarm i policjantki (fr. Le Gendarme et les gendarmettes) – francuska komedia z 1982 z Louisem de Funèsem w roli głównej. Produkcja ta była emitowana w Polsce również pod tytułem Żandarm i żandarmetki.
Film ten jest szóstą i ostatnią częścią serii o żandarmie. Był to też ostatni film, w jakim zagrał Louis de Funes. Niespełna pół roku później, w styczniu 1983, zmarł na zawał serca. Z kolei reżyser filmu, Jean Girault, zmarł w lipcu 1982, między zakończeniem zdjęć a premierą dzieła, dlatego prace nad filmem kontynuował w jego zastępstwie Tony Aboyantz. Jean Girault i Louis de Funès planowali powstanie siódmej części przygód żandarma pt. Żandarm pod Waterloo, w którym stróż prawa miał się przenieść w przeszłość, do czasów Napoleona. Wskutek śmierci reżysera i aktora pomysł nie został zrealizowany.

## Fabuła
Poza przeprowadzką do większego, nowocześniejszego i wyposażonego w sprzęt komputerowy posterunku, niewiele się zmieniło u żandarmów z Saint-Tropez. Pułkownik wizytujący nową siedzibę oznajmia, iż oddział obdarzony został wielkim zaufaniem. Otóż właśnie tu staż mają odbyć cztery adeptki szkoły policyjnej. Komendant Gerber (Michel Galabru) i jego zastępca, sierżant Ludovic Cruchot (Louis de Funès) zamierzają posiąść monopol na adorowanie przyszłych policjantek. Na ich nieszczęście cztery piękne damy przybywają na posterunek w chwili, gdy obaj omyłkowo noszą bagaże przypadkowych czterech turystek.
Christine, Marianne, Isabelle i czarnoskóra Yo wzbudzają zachwyt od pierwszych chwil. Dziewczęta zostają zakwaterowane w pobliskim klasztorze. Kolejne dni w zamierzeniu mają podnosić kwalifikacje policjantek. Żandarmi całkowicie tracą dla nich głowy, czym narażają się swoim żonom. O romans podejrzewany jest nawet sam Cruchot. Jego małżeństwo wisi na włosku.
Tymczasem pewnego wieczoru ginie bez śladu jedna z dziewcząt. Następnego dnia sytuacja się powtarza i w czasie rutynowej służby zostaje porwana druga kobieta. Wkrótce ten sam los spotyka dwie pozostałe policjantki. Cruchot z przyjaciółmi rozpoczyna poszukiwania. Okazuje się bowiem, że zaginięcie dziewcząt może doprowadzić do międzynarodowego skandalu dyplomatycznego. Wychodzi na jaw, że czarnoskóra Yo jest córką prezydenta jednego z afrykańskich państw, który wkrótce ma przybyć do Francji z oficjalną wizytą. Pułkownik jest wściekły, a żandarmi nie mają wiele czasu na rozwiązanie problemu. Z pomocą stróżom prawa przyjdzie i tym razem słynna zakonnica.

## Obsada
- Louis de Funès jako st. wachm. Ludovic Cruchot
- Michel Galabru jako chor. Jérôme Gerber
- Maurice Risch jako żand. Beaupied
- Patrick Préjean jako żand. Maréchal Perlin
- Guy Grosso jako żand. Tricard
- Michel Modo jako Berlicot
- Catherine Serre jako żand. Christine Rocourt
- Nicaise Jean Louis jako żand. Yo Macumba
- Sophie Michaud jako żand. Isabelle Leroy
- Elisabeth Etienne jako żand. Marianne Bonnet
- Claude Gensac jako Josépha
- Micheline Bourday jako pani Gerber
- Jacques François jako pułkownik
- Pierre Repp jako właściciel skradzionego motoroweru
- Jean-Louis Richard jako Mózg, szef mafii
- France Rumilly jako siostra przełożona
- Stéphane Bouy jako marynarz statku Albacora
- Max Montavon jako aptekarz
- Franck-Olivier Bonnet jako marynarz statku Albacora
- Jean Turlier jako minister
- René Berthier jako adiutant pułkownika

### Ekipa
- Reżyser: Jean Girault
- Scenarzysta: Jean Girault
- Scenarzysta: Richard Balducci
- Muzyka: Raymond Lefèvre
- Zdjęcia: Marc Fossard
- Scenografia: Sydney Bettex

W 2016 w budynku, w którym nagrywane było pięć pierwszych filmów z serii, otwarte zostało Muzeum Żandarmerii i Kina.